# Fuentes del Rin

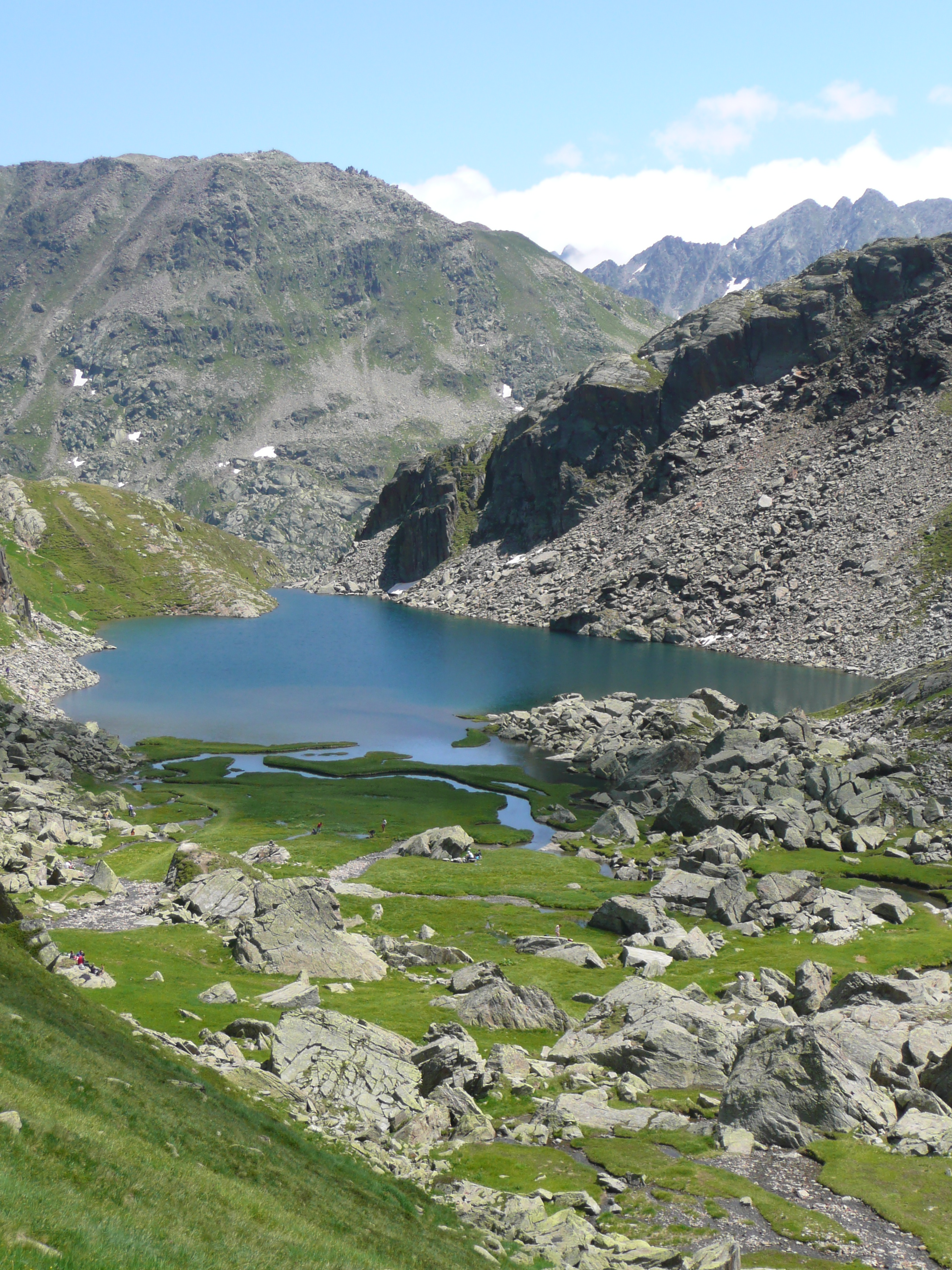
El lago de Toma, la fuente oficial del Rin

La fuente del Rin se considera generalmente  que es el lago de Toma, en el cantón de los Grisones (Suiza). Sin embargo, esta convención oficial no hace justicia a la longitud real o al caudal efectivo de los cursos de agua constituyentes del Rin aguas arriba de Coira y se debe en parte a convenciones y a tradiciones históricas.
Es a partir de la confluencia de los dos principales cursos de agua constituyentes de la cuenca superior del Rin, el Rin anterior y el Rin posterior, a pocos kilómetros aguas arriba de Coira, cuando el río pasa a ser considerado como tal, con el adjetivo de Rin alpino.

## Localización oficial

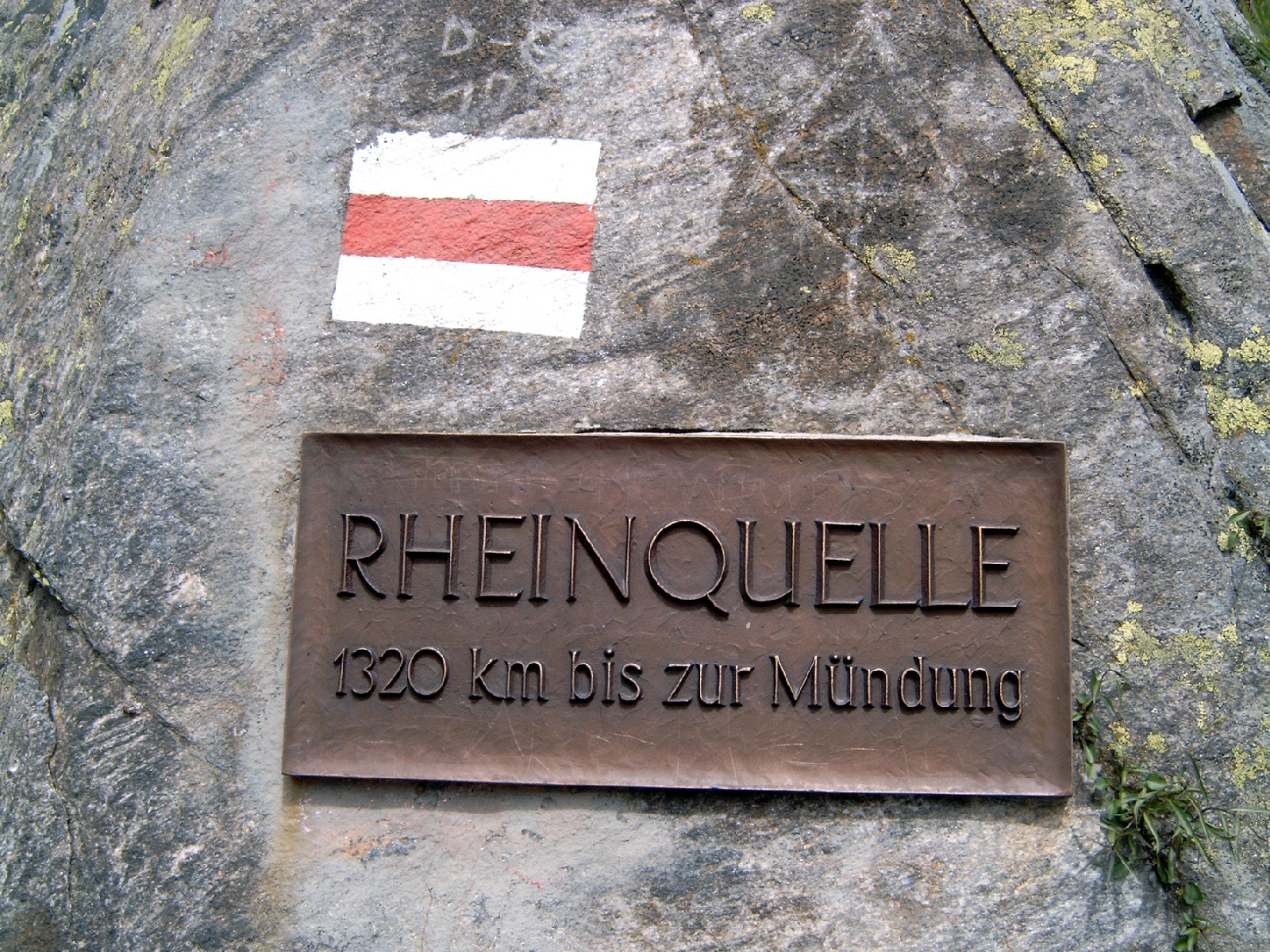
Placa «Rheinquelle» ('Fuente del Rin') en el lago de Toma

La Oficina Federal de Topografía y la Escuela Politécnica Federal de Zúrich señalan como nacimiento del Rin un punto al norte del lago de Toma, en la desembocadura del arroyo Rein da Toma. Una placa colocada cerca indica la longitud total del río, además erróneamente, ya que la longitud indicada es de 1320 km, mientras que la longitud real ahora ha sido revisada a 1232,7 km por la Comisión Internacional de Hidrología de la cuenca del Rin.

## Situación geográfica
La cuenca del Rin alpino drena la mayor parte del cantón de los Grisones, en el sureste de Suiza. Los cinco mayores ríos de la cuenca son el Rin anterior y el Rin posterior con sus afluentes, el Albula, el Landwasser y el Julia. Las fuentes del Rin anterior y del Rin posterior se encuentran en el macizo de San Gotardo, las de los afluentes de este último en los Alpes de Albula.

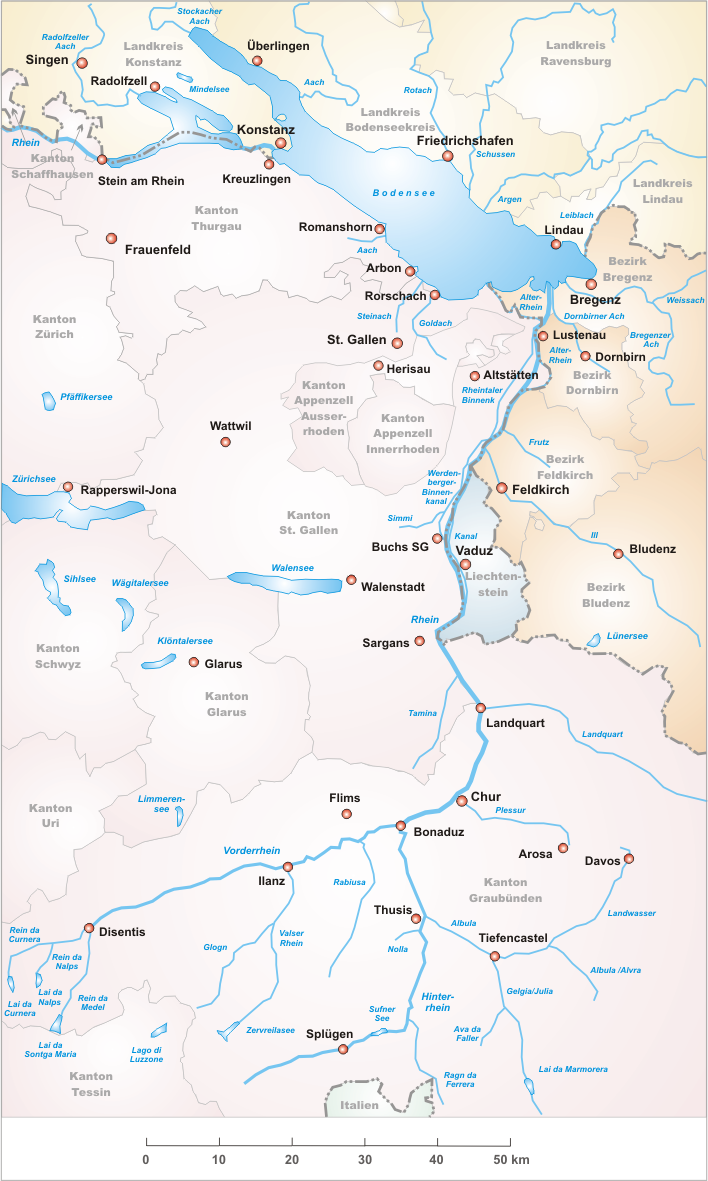
Mapa del curso del Rin, desde sus fuentes hasta el lago de Constanza que muestra la influencia de la cuenca del Rin en el cantón de los Grisones.

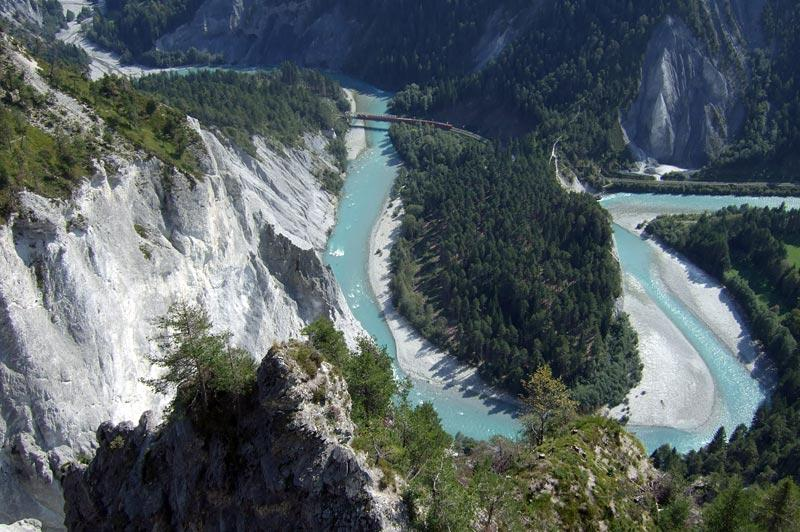
El Rin anterior en el cañón de Ruinaulta

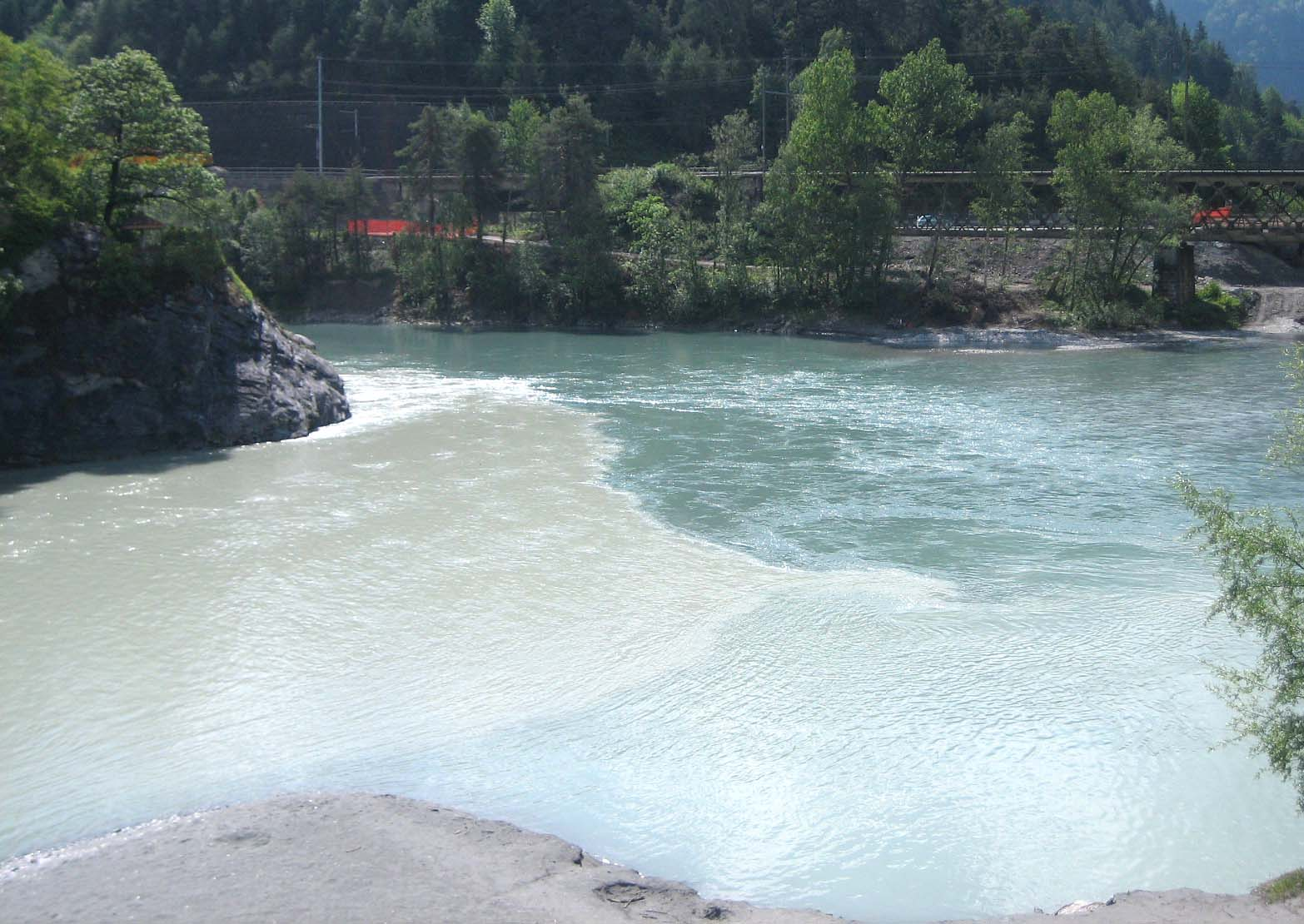
Confluencia del Rin anterior (izquierda) y del Rin posterior (derecha) en Reichenau

- El Rin anterior tiene varias fuentes en el oeste de la región de Surselva, y fluye hacia el este, irrigando este amplio y poblado valle de habla romanche. Algunos de los afluentes del Rin anterior son casi tan largos o incluso más largos que la rama principal. De aguas abajo a aguas arriba, medidas desde sus respectivas fuentes hasta la confluencia con el Rin posterior en Reichenau:[3]

- - Dos cursos de agua sin nombre que nacen en las zonas de Puozas y de Milez cerca del puerto de Oberal;
  - el Rein da Tuma, incluido el lago de Toma, donde se encuentra la fuente oficial: 71 km;
  - el Aua da Val: 70 km;
  - el Rein da Maighels (afluente del Rein da Curnera): 75 km;
  - el Rein da Curnera: 74 km;
  - el Rein da Nalps: 71 km;
  - el Rein da Medel, que tiene su fuente en el cantón de Ticino donde es conocido como Reno di Medel o de  Froda : 76 km;
  - el Rein da Sumvitg: 56 km (estimado), de ellos 18 km de curso antes de la confluencia de los dos Rin;
  - el Glogn: aproximadamente 50 km, de ellos  30 km antes de la confluencia de los dos Rines;
  - el Rabiusa: unos 40 km con unos 32,5 km antes de la confluencia de los dos Rines.

- El Rin posterior se origina en los flancos del Rheinwaldhorn, en el macizo del Adula, luego fluye hacia el este antes de virar hacia el norte para unirse al Rin anterior en Reichenau en el comuna de Tamins. Su afluente es el Albula. El Albula en sí está alimentado por el Julia y el Landwasser. El nacimiento del Albula se encuentra en Bergün/Bravuogn, el del Julia por encima de  Bivio en el paso de Julier y el del Landwasser en el valle de Davos. El Dischmabach, que tiene su nacimiento en el comuna de Davos y desemboca en el Landwasser, también tiene un curso más largo que el Rein da Tuma, unos  72 km antes de la confluencia de los dos Rines.

Entonces, el brazo geográficamente más largo es el Rein da Medel  o Reno di Medel, que nace en el comuna de Quinto (Tesino) del Tesino. La parte superior de su curso sigue el Val Cadlimo de oeste a este durante 7 km, y luego se encamina hacia el norte para entrar en el cantón de los Grisones al oeste del puerto de Lukmanier.

## Convenciones en las que se basa la determinación de la ubicación de la fuente oficial

### Criterios para distinguir entre corrientes principales y afluentes
Hay diferentes criterios para la definición de afluentes, y dependiendo de esas elecciones, un arroyo u otro puede ser el origen del río. Son:
- la longitud del curso;
- el caudal aparente;
- la mayor cuenca hidrográfica;
- la mayor fuente;
- la importancia relativa de los valles en términos de espacio vital y de transporte.

Si bien los dos primeros criterios históricamente han sido difíciles de usar porque hay muchos manantiales de tamaño similar en el sistema hidrológico del Rin anterior y posterior, los dos últimos criterios son muy favorables al Rin anterior, ya que el valle del Rin posterior ha estado solo muy escasamente habitado antes de la inmigración de los walsers.

### Elecciones hechas en la fijación de la fuente del Rin

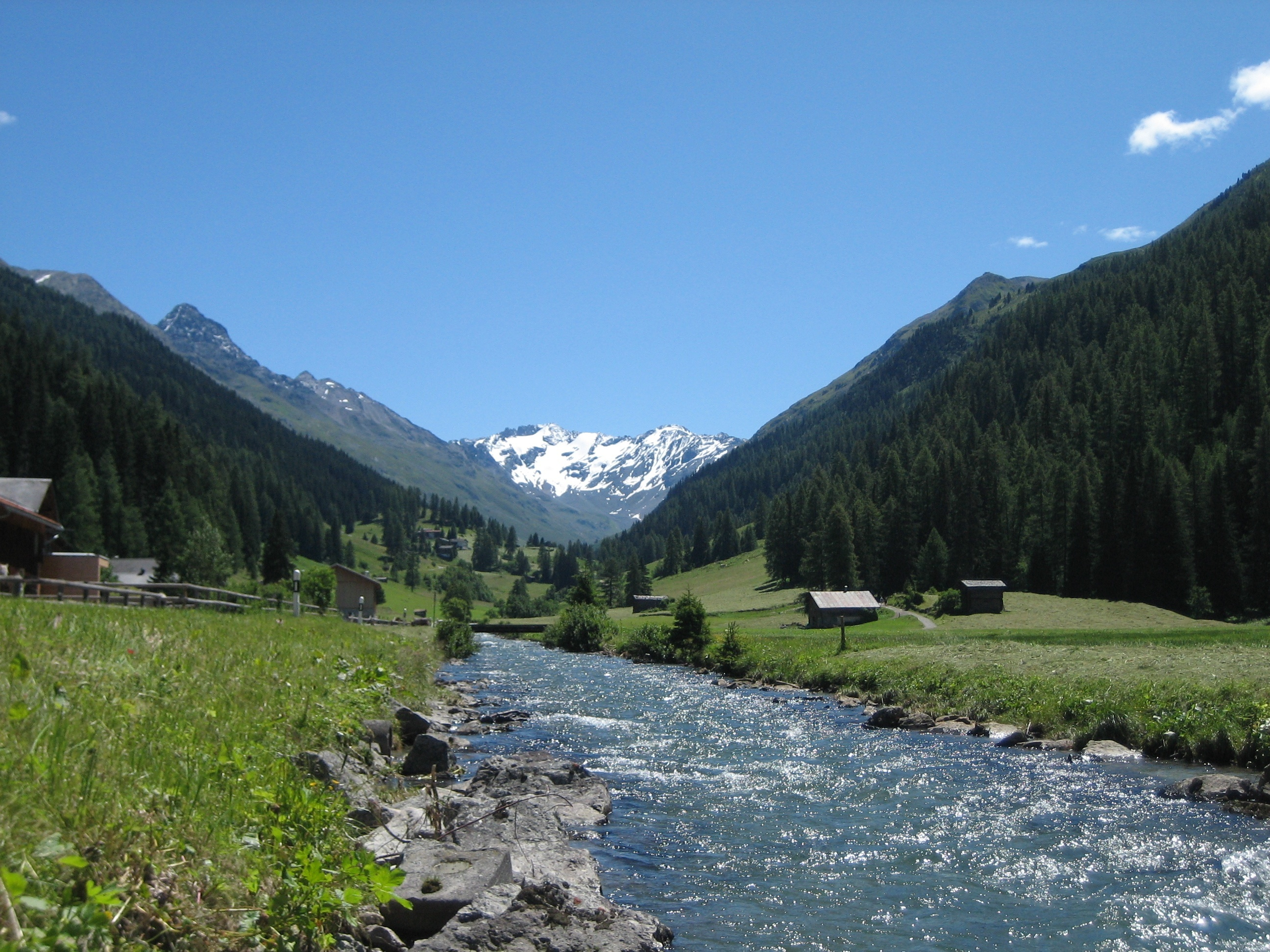
El Dischmabach, una de las fuentes del Rin más alejadas de su desembocadura y la más abundante.

La decisión de fijar la fuente del Rin en el lago de Toma se basa en tres decisiones previas:
- Utilizar un criterio de longitud del curso en lugar del caudal. El caudal del Aar es de hecho mayor que el del Rin en su confluencia. Si se mantuviéra sólo este criterio, sería el Aare el que debería ser el río y el Rin, el afluente.
- Privilegiar al Rin anterior sobre el Rin superior: este curso de agua, que nace más al sur, se une al curso de agua del lago de Toma, llamado Rin anterior en Reichenau, comuna de Tamins,[3] cerca de Coira. No se puede establecer una jerarquía clara entre estos dos sistemas principales, que difieren muy poco en longitud, caudal y tamaño de cuenca. Los cursos más largos se encuentran en el valle del Rin anterior superior y en el valle de otro afluente, el Landwasser superior, el caudal principal vendría del Dischmabach, afluente del Landwasser.
- No tomar en cuenta los pequeños arroyos que contribuyen a la alimentación del lago de Toma. De hecho, muchos contribuyentes participan en el  abastecimiento de este lago cuya cuenca comporta muchos arroyos o, a veces, torrentes anónimos, zonas pantanosas o resurgimientos de acuíferos subterráneos. Entre ellos se encuentra un arroyo llamado  Rein da Tuma, que luego forma el Rin anterior. Parte de sus aguas se canalizan al Lai da Curnera, un lago represado que abastece a la central eléctrica de Tanavasa, para devolver las aguas al río a la altura de Ilanz.

## Toponimia
En la región de la fuente del Rin, la palabra «Rhin»  es parte del nombre de varios ríos, en muchas grafías diferentes, como Rhein, Rein, Rain, Ragn, Ren, Reno y Rin.
Es a partir de la confluencia entre el Rin anterior y el Rin superior cuando el río toma el nombre de «Rin», con el adjetivo de Rin alpino.